# Fipronil
Fipronil é um inseticida de amplo espectro que danifica o sistema nervoso central do inseto ao bloquear a passagem de íons de cloro através dos receptores GABA e dos canais de glutamato-cloro (GluCl), componentes do sistema nervoso central. Isso causa a super-excitação dos músculos e nervos dos insetos contaminados, levando-os a morte. A especificidade para insetos do Fipronil advém de uma boa eficácia nos receptores GABA e do fato que o GluCl não existe em mamíferos.
Fipronil é de ação lenta. Quando misturado a uma isca, ele permite que o inseto retorne à sua colônia e infecte os demais membros com uma taxa de sucesso de cerca de 95% em 3 dias para formigas e baratas. O uso de iscas tóxicas também se mostrou efetivo contra vespas. Estudos com a abelha-sem-ferrão Scaptotrigona postica mostraram reações adversas ao pesticida, incluindo convulsões, paralisia e morte, com uma dose letal de 0,54 ng por abelha, sendo extremamente tóxico para a S. postica e abelhas em geral.
Fipronil foi desenvolvido pela farmacêutica francesa Rhône-Poulenc e registrado sob a patente EP0295117B1. Desde 2003, a BASF detém os direitos sobre a patente para a produção e venda de produtos a base de Fipronil em muitos países, mas perdeu o direito de exclusividade no Brasil.